# Atmosphere (chanson)
Singles de Joy Division
Transmission
(1980) Komakino
(1980)
Singles de Joy Division
Love Will Tear Us Apart
(1980)
Atmosphere  est une chanson du groupe britannique Joy Division, sortie en mars 1980 sur l'album Licht und Blindheit, par le label Sordide Sentimental, uniquement en France dans une édition limitée contenant également Dead Souls comme face B.
À la suite de la mort de Ian Curtis, deux mois plus tard, elle a été rééditée en 12" par le label Factory avec une version alternative de She's Lost Control en face B.
Ce single a été réédité en 1988 pour coïncider avec la sortie de la compilation Substance, de même qu'un clip pour cette chanson.

## Sortie
La chanson est originellement sortie sur le label Sordide Sentimental sur un single exclusif à la France sous le titre Licht und Blindheit. La production était limitée à 1578 copies et comporte la chanson Dead Souls en face B. John Peel a diffusé Atmosphere pour la première fois dans son émission radiophonique le 11 mars 1980, puis Dead Souls la soirée suivante.
À la suite de la mort de Ian Curtis la chanson a été rééditée en single avec She's Lost Control en face B. Atmosphere était la face A au Royaume-Uni mais la face B aux États-Unis. She's Lost Control est une version alternative de celle qui apparaît sur le premier album du groupe Unknown Pleasures. Le single est arrivé à la première place des meilleures ventes de singles en Nouvelle-Zélande en août 1981, et entrera à nouveau dans le classement en juillet 1984 à la 17e place et en août 1988 à la 5e position. Atmosphere est aussi arrivé à la 34e place du UK Singles Chart en juin 1988, est resté deux semaines dans le Top 40 et cinq semaines dans le Top 100.
Le single est réédité en 1988 pour coïncider avec la sortie de la compilation Substance.

## Clip
Un clip pour cette chanson est sorti en même temps que la réédition du single en 1988. Il présente des personnages encagoulés habillés en noir et d'autres en blanc portant des photos du groupe et de Ian Curtis en grand format. Il a été réalisé par Anton Corbijn, également responsable de la plupart des photographies de Joy Division à ses débuts et qui réalisera en 2007 le biopic sur Ian Curtis : Control.

## Réception
Ned Raggett (cs) de AllMusic a écrit « Atmosphere est une autre des chansons importantes de Joy Division, comme Transmission ou Love Will Tear Us Apart, dans lesquelles la production de Martin Hannett devient si essentielle au résultat final, qu'il n'en aurait pu être autrement » notant que, dans le contexte de la condition mentale et de la mort subséquente de Ian Curtis, « il y a un sentiment de requiem, un adieu musical magnifique »,.
Peter Hook, bassiste de Joy Division, a affirmé qu'il considère cette chanson comme une des meilleures du groupe.

## Héritage
NME a voté cette chanson en 1re place sur sa liste des « 20 plus grandes chansons de rock gothique ».
La chanson est présente dans le film 24 Hour Party People juste après la scène du suicide de Ian Curtis. La chanson est aussi utilisée à la fin du biopic Control. Elle a également été jouée aux obsèques de Tony Wilson.
La chanson a été utilisée dans l'épisode 2 de la série britannique Misfits.
La chanson a été utilisée dans l'épisode 4 de la série Netflix Stranger Things.
La chanson a été utilisée dans la scène final du film australien de 2016 Hounds of Love (film).
La chanson a été utilisée, en 2016, dans le film Gold.

## Liste des pistes
Toutes les pistes sont composées par Joy Division (Ian Curtis, Peter Hook, Stephen Morris and Bernard Sumner).
"Licht und Blindheit" (7")
Face A
| No | Titre      | Durée |
| -- | ---------- | ----- |
| 1. | Atmosphere | 4:10  |

Face B
| No | Titre      | Durée |
| -- | ---------- | ----- |
| 1. | Dead Souls | 4:53  |

"Atmosphere" (12")
Face A
| No | Titre      | Durée |
| -- | ---------- | ----- |
| 1. | Atmosphere | 4:10  |

Face B
| No | Titre              | Durée |
| -- | ------------------ | ----- |
| 1. | She's Lost Control | 4:45  |

Réédition de 1988
7" (FAC 213)
Face A
| No | Titre      | Durée |
| -- | ---------- | ----- |
| 1. | Atmosphere | 4:10  |

Face B
| No | Titre            | Durée |
| -- | ---------------- | ----- |
| 1. | The Only Mistake | 4:19  |

12" (FAC 213)
Face A
| No | Titre      | Durée |
| -- | ---------- | ----- |
| 1. | Atmosphere | 4:10  |

Face B
| No | Titre            | Durée |
| -- | ---------------- | ----- |
| 1. | The Only Mistake | 4:19  |
| 2. | Sound of Music   | 3:55  |

CD (FACD 213)
| No | Titre | Durée |
| -- | --- | ----- |
| 1. | Atmosphere | 4:10  |
| 2. | Transmission [live] (Concert The Factory Live à The Factory, dans la circonscription de Hulme à Manchester le 13 juillet 1979) | 3:43  |
| 3. | Love Will Tear Us Apart (Penine Version)                                                                                       | 3:13  |